# Municipio de Rosales
El municipio de Rosales es uno de los 67 municipios en que se divide el estado mexicano de Chihuahua. Su cabecera es Santa Cruz de Rosales. Nombre dado el 12 de julio de 1831 en honor del Caudillo de la Independencia Víctor Rosales.

## Geografía
El municipio de Rosales del estado de Chihuahua, su cabecera está localizada al noroeste los municipios de Delicias y Meoqui y en sus inmediaciones está construida la Presa Las Vírgenes (Francisco I. Madero) sobre el Río San Pedro, que es la segunda fuente principal que abastece de agua al distrito de Riego 005 Delicias. El Clima es Caluroso la mayor parte del año y la vegetación desértica.
Limita al extremo norte con el municipio de Aquiles Serdán y con el municipio de Aldama, al este con el municipio de Julimes y el municipio de Meoqui, al sureste con el municipio de Delicias, al sur con el municipio de Saucillo, al suroeste con el municipio de Satevó y al noroeste con el municipio de Chihuahua.

## Demografía
Según el Conteo de Población y Vivienda de 2005 realizado por el Instituto Nacional de Estadística y Geografía, la población del municipio de Rosales es de 15,935 habitantes, de los cuales 8,046 son hombres y 7,899 son mujeres.

### Localidades
En el censo de 2020 el municipio de Rosales contaba con 296 localidades.
| Código INEGI      | Localidad             | Población (2020) |
| ----------------- | --------------------- | ---------------- |
| 080550001         | Santa Cruz de Rosales | 5 866            |
| 080550011         | Congregación Ortiz    | 2 761            |
| 080550009         | El Molino             | 2 148            |
| Otras localidades | Otras localidades     | 6 001            |
| Total municipal   | Total municipal       | 16 776           |

## Política

### División administrativa
El municipio de Rosales tiene como división dos secciones municipales: San Pedro de Conchos y Barranco Blanco.

### Representación legislativa
Para el ámbito de la elección de diputados locales y federales, el municipio se encuentra integrado de la siguiente manera:
Local
- Distrito electoral local 19 de Chihuahua con cabecera en Delicias.

Federal
- Distrito electoral federal 5 de Chihuahua con cabecera en Delicias.[9]

### Presidentes municipales
- (2010-2013): Lic. Martín Ausencio Fuentes Cardiel
- (2013-2016): Ezequiel Bueno Torres
- (2016-2018): Elida Aimee Sánchez Díaz
- (2018-2021): C. José Francisco Ramírez Licon
- (2021-2024) C.P. Marcial Romualdo Márquez Gutiérrez
- (2024-2027) Lic. José Dolores Andujo Gómez